# Гнёздовская надпись

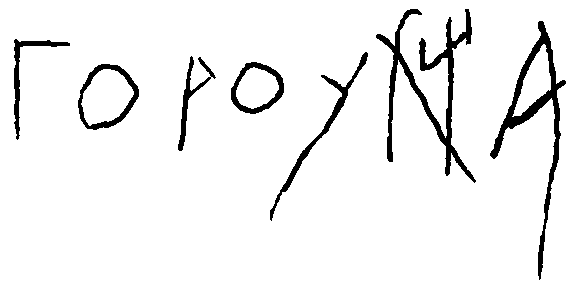
Прорисовка надписи

Гнёздовская надпись — древнейшая известная древнерусская кириллическая надпись на глиняном кувшине (вторая четверть — середина X века), найденном в одном из Гнёздовских курганов под Смоленском в 1949 году археологом Д. А. Авдусиным.

## Обнаружение и публикация

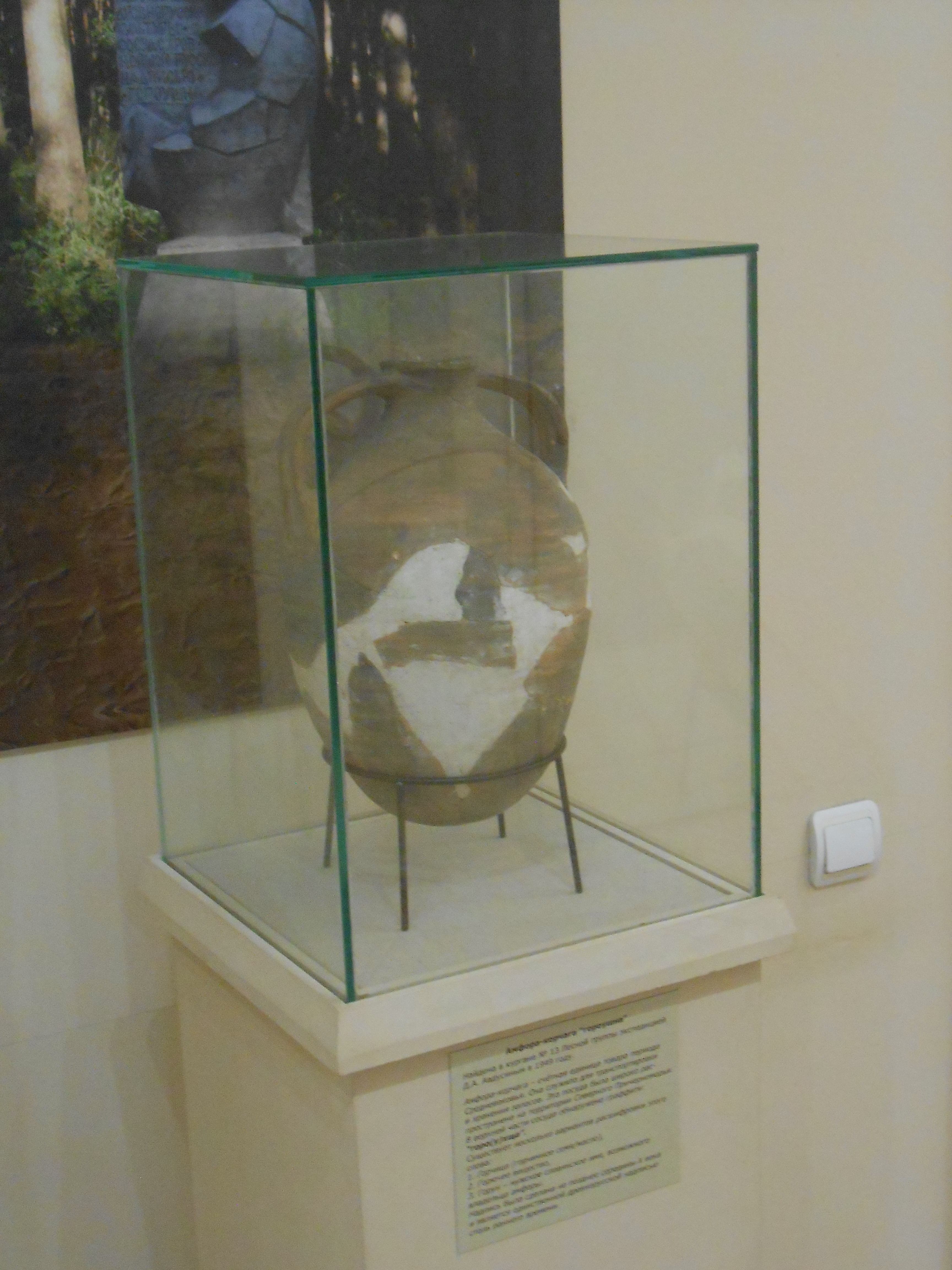
Корчага с надписью в экспозиции Смоленского исторического музея

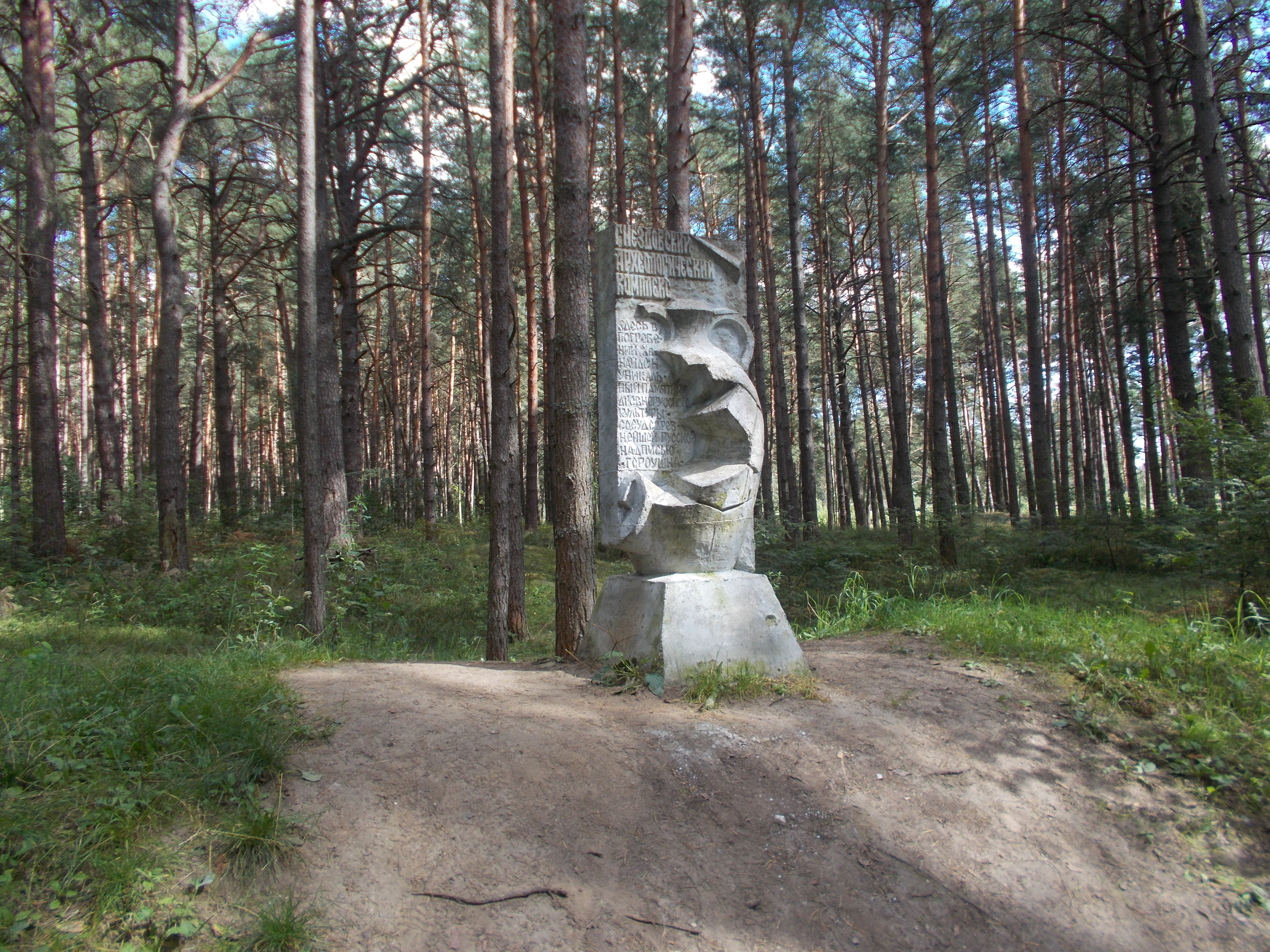
Курган Л-13 и монумент на месте находки

Надпись обнаружена на глиняном кувшине (корчаге, амфоре) крымского производства, найденном в 1949 году при раскопке кургана № 13 в Лесной группе возле деревни Гнёздово под Смоленском (координаты кургана 54°46′50″ с. ш. 31°52′46″ в. д.). Опубликована в 1950 году Д. А. Авдусиным и М. Н. Тихомировым.

## Прочтения
Надпись выполнена кириллицей и состоит из одного слова спорного чтения. Известные варианты:
- гороушна, то есть «горчица» (Д. А. Авдусин, П. Я. Черных).
- гороухща — по мнению Авдусина, могло обозначать дорогие «пряности», например, перец.
- гороуща, то есть «горючее» (Г. Ф. Корзухина, А. С. Львов).
- гороуниа, то есть именительный падеж притяжательного прилагательного (адъективация посессива в древнерусском): от славянского личного имени Горун (Р. О. Якобсон, В. Кипарский, О. Н. Трубачёв). (В современном русском языке аналогом данной словоформы может служить, к примеру, следующая: Горыныч — [горшок] Горыныча.)

По мнению О. Н. Трубачёва, кириллица древнего образца на корчаге из кургана № 13 свидетельствует о проникновении на Русь глаголицы из Среднего Подунавья (Великой Моравии).
На основе сакральности обычая разбивать принадлежавший умершему сосуд при насыпке кургана, А. А. Медынцева считает, что на корчаге было написано имя похороненного в кургане № 13 воина-купца, ходившего «из варяг в греки» — Горун или Горунша.
Филолог Алексей Гиппиус считает, что на корчаге написано имя владельца «Горуня», форма имени владельца «Горун» в косвенном падеже, однако оговаривается, что гнёздовская надпись может быть не только славянской, но и греческой, а если корчага была захвачена или привезена из Причерноморья, то эта надпись может оказаться памятником не древнерусской, а болгарской эпиграфики.